# Stralsunder Straßennamen/L
Dies ist ein Verzeichnis der Straßennamen der Hansestadt Stralsund.
Das Verzeichnis nennt den Namen der Straße und (in Klammern) den Ortsteil. Dazu wird eine Erläuterung (Jahr der Benennung, Grund) zum Straßennamen gegeben. Wegen der großen Anzahl an Straßen wurde das Verzeichnis nach den Anfangsbuchstaben der Straßennamen aufgeteilt. Unter "Allgemeines" finden Sie die Einleitung und Erläuterungen zu den Straßennamen allgemein.
Beispiel: Den Amanda-Weber-Ring finden Sie unter A.
- Lagerstraße (Knieper / Kniepervorstadt)

- Lambert-Steinwich-Straße (Franken / Frankenvorstadt)

Die Straße im Bürgermeisterviertel entstand 1926 und hieß zuerst Hans-Rose-Straße. Hans Rose war der Stralsunder Tischlermeister, der 1473 das Sperrwerk des Turmes der Marienkirche erneuerte. 1938 wurde das bis dahin auf dem Alten Markt stehende Lambert-Steinwich-Denkmal von den Nazis an das Wulflamufer versetzt und die Straße in Lambert-Steinwich-Straße nach dem Bürgermeister Lambert Steinwich umbenannt, der Stralsund u. a. in der Zeit der Verteidigung gegen Wallenstein vorstand. Hauptsächlich die Baugenossenschaft für Staatsbedienstete und die GAGFAH errichteten von 1926 bis 1930 eine Reihe von Mietshäusern.
Ein Teil der heutigen Rudolf-Breitscheid-Straße hieß Ende des 19. Jahrhunderts ebenfalls Lambert-Steinwich-Straße.
- Landesherrenstraße

ehemaliger Straßenname, siehe Poststraße
- Langenstraße (Altstadt / Altstadt)

Die Langenstraße wurde 1275 erstmals erwähnt. Sie wurde planmäßig vom Neuen Markt zum Hafen hin angelegt und bekam ihren Namen aufgrund der untypischen Länge. Sie war eine wichtige Verbindung zwischen der Neustadt und dem Hafen. 1613 hieß die Straße noch Langenstraße, 1624 ist sie als Langestraße verzeichnet, im Adressbuch 1951 hieß sie Lange Straße. Seit den 1960er Jahren hat sich wieder Langenstraße als Schreibweise durchgesetzt.
- Leninplatz

ehemaliger Name, siehe Neuer Markt
- Leo-Tolstoi-Weg (Knieper / Knieper West)

Benannt nach dem russischen Schriftsteller Leo Tolstoi. Ein direkter Bezug zu Stralsund besteht nicht.
- Lerchenweg (Lüssower Berg / Am Lüssower Berg)

Benannt nach der Lerche. Viele Straßen in diesem Stadtviertel wurden nach einheimischen Vogelarten benannt.
- Liebitzweg (Franken /	Dänholm)

Benannt nach der in der Ostsee westlich der Insel Rügen gelegenen Insel Liebitz. Diese gehört zum Nationalpark Vorpommersche Boddenlandschaft.
- Lilienthalstraße (Knieper / Kniepervorstadt)

Benannt nach dem in Anklam geborenen Flugpionier Otto Lilienthal. Ein direkter Bezug zu Stralsund besteht nicht.
- Lindenallee (Grünhufe	/ Vogelsang bzw. Grünthal-Viermorgen)

- Lindenstraße (Knieper	/ Kniepervorstadt)

Diese Straße existiert seit Anfang des 19. Jahrhunderts. Der Weg trug die Bezeichnung Am Bleicherwege. Mitte des 19. Jahrhunderts wird er dann Nach dem Hainholze genannt. Die Stralsunder nannten den Weg allerdings zumeist Kanonenweg, da auf ihm die in Stralsunds Garnison stationierte Artillerie zum Übungsplatz fuhr. 1869 erfolgte die offizielle Umbenennung auf diesen Namen. Im September 1951 wurde der Straßenname in Schwedenweg geändert, bereits 1952 in Feldweg. Wann die letztliche Umbenennung in Lindenstraße erfolgte ist nicht belegt. Auf einem Stadtplan von 1955 ist dieser Name bereits enthalten.
- Lion-Feuchtwanger-Straße (Knieper / Knieper West bzw. Knieper Nord)

Benannt nach dem deutschen Schriftsteller Lion Feuchtwanger. Ein direkter Bezug zu Stralsund besteht nicht.
- Lobshagen (Altstadt /	Altstadt)

Die Straße Lobshagen erhielt ihren Namen vermutlich nach einer Familie, die im 14. oder 15. Jahrhundert aus einem Ort namens Labes oder Lobes nach Stralsund eingewandert war und in dieser Straße einige Anwesen besaß. Die Endung -hagen tragen Straßen, die längs der Stadtmauer verlaufen bzw. direkt auf sie zuführen.
- Louis-Fürnberg-Weg (Knieper /	Knieper West)

Benannt nach dem Dichter und Schriftsteller Louis Fürnberg. Ein direkter Bezug zu Stralsund besteht nicht.
- Lowenhagen

ehemaliger Straßenname, siehe Papenstraße
- Lübecker Allee (Grünhufe / Grünthal-Viermorgen)

Benannt nach der Stadt Lübeck. Das Wohnviertel erhielt nach der politischen und ökonomischen Wende in der DDR überwiegend Namen von Städten, mit denen Stralsund zur Zeit der Hanse eng verbunden war.
- Lupinenweg (Grünhufe / Stadtkoppel)

Benannt nach der Lupine. Ein Großteil der Straßen dieses Stadtviertels wurde nach einheimischen Pflanzen und Sträuchern benannt.